# Marchigiana

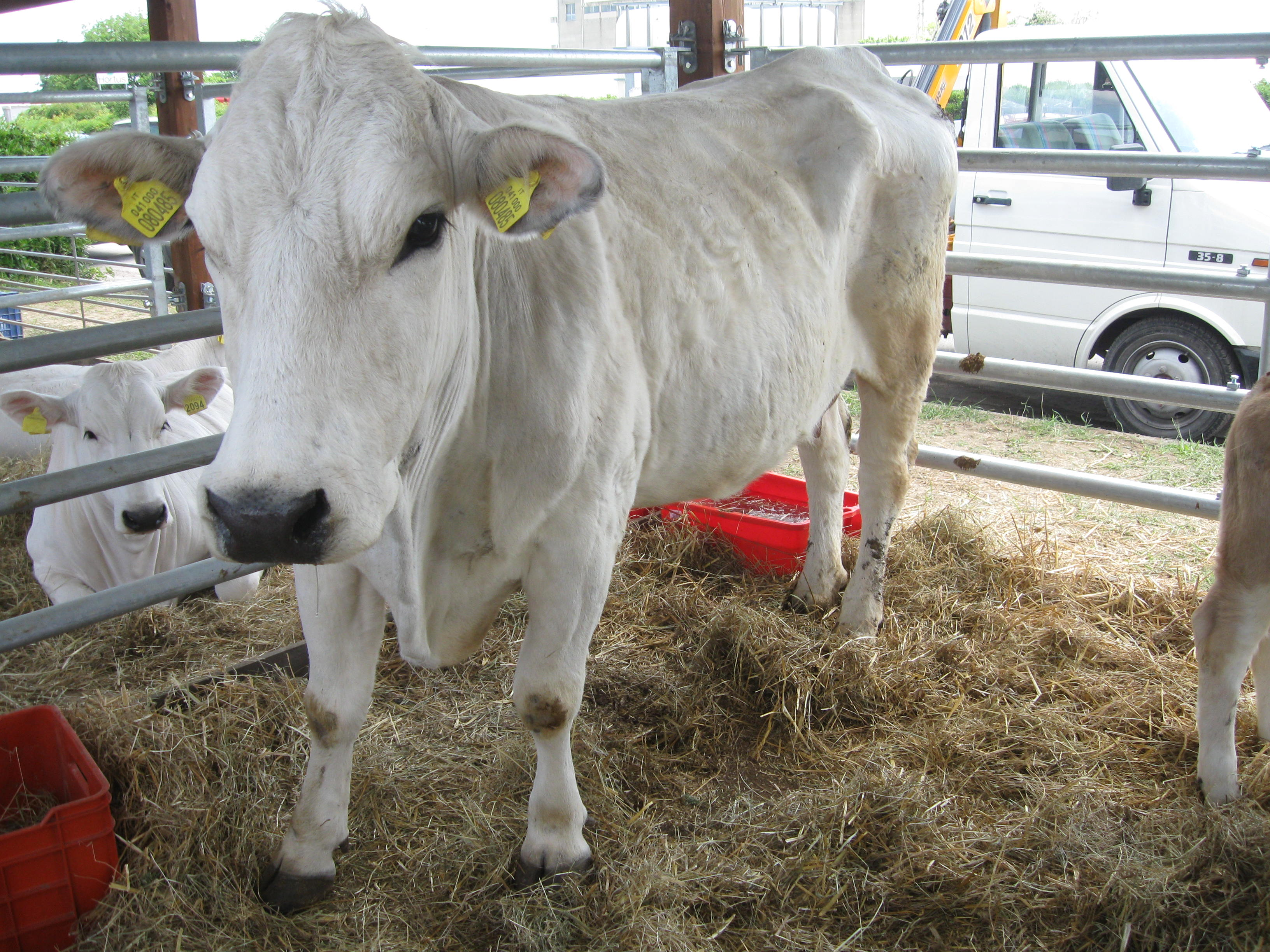
Ejemplar de la raza Marchigiana en Italia.

La Marchigiana es una raza de ganado bovino nativa de Italia. Originaria específicamente en la región de las Marcas, la Marchigiana es una raza grande utilizada hoy en día para carne. Con anterioridad a los años ´50, era también criada para trabajo de tiro como bueyes.
La Marchigiana fue desarrollada a fines del siglo XIX y principios del XX por la cruza de las nativas razas Podolianas con las razas Chianina y Romagnola. Hoy, todavía posee un cercano parecido confirmatorio al Chianina, aunque no es tan alto como esta. El ganado Marchigiana forma el 45% del rebaño de ganado cárnico en Italia y ha sido exportado internacionalmente a los Estados Unidos y otros lugares. Esta raza madura temprano, es astado, y tiene un pelaje corto o escaso de color entre gris y blanco. Ocasionalmente exhiben dobles musculatura.